# شدووو (استان اوپوله)
شدووو (به لهستانی: Szydłów) یک منطقهٔ مسکونی در لهستان است که در گمینا توووویتسه واقع شده‌است. شدووو ۵۰۰ نفر جمعیت دارد.